# Немоловский, Иван Филиппович
Иван Филиппович Немоловский (Немоловский-Косач, укр. Іван Пилипович Немоловський; 1886 — начало 1930-х) — украинский политический и государственный деятель первой трети XX века. Военный министр Украинской Народной Республики (17 (30) января-11 февраля 1918), позже — член Галревкома Галицийской Социалистической Советской Республики.

## Биография
Родился в семье выпускника медицинского факультета Киевского университета, земского врача и украинского общественного деятеля Филиппа Иринеевича Немоловского (род. 1857). Филипп Иринеевич был очень дружен с семьей Косач и женился на представительнице этой семьи — двоюродной сестре Леси Украинки.
Иван Филиппович после окончания Гродненской гимназии, учился в Политехническом институте (Гент, Франция). После двух лет учебы во Франции, вернулся на родину и поступил в Киевский политехнический институт, который закончил с дипломом инженера. Одновременно учился живописи, обладая способностями художника.
Во время Первой мировой войны призван в армию. В декабре 1914 года тяжело ранен и после полевого госпиталя, направлен в Киев для дальнейшего лечения. 13 марта 1915 года за боевые заслуги прапорщик 311-го Кременецкого пехотного полка Иван Филиппович Немоловский-Косач был награждён Георгиевским крестом 4-й степени.
Был женат на Ольге Николаевне Киселевской (по первым двум мужьям Кардиналовская). Ольга Николаевна ко времени выхода замуж за Ивана Филипповича была вдовой, имела троих детей от предыдущего второго мужа генерал-лейтенанта артиллерии русской императорской армии Михаила Григорьевича Кардиналовского (1868—1917) — двух дочерей Татьяну, Елизавету и сына Сергея (1897—1943). Иван Филиппович стал отчимом для этих детей.
В начале 1918 года председатель Рады (Совета) народных министров Украинской Народной Республики В. С. Голубович рекомендовал на пост военного министра Рады после отставки С. Петлюры отчима своей жены Татьяны Михайловны Кардиналовской — левого социалиста-революционера, боевого офицера, участника Первой мировой войны, Ивана Немоловского, который занимал этот пост с 17 (30) января по 11 февраля 1918 года.
Позже вступил в Украинскую партию социалистов-революционеров (боротьбистов), а после создания в августе 1919 года — в Украинскую коммунистическую партию (боротьбистов).
В мае 1920 года в качестве делегата, участвовал в IV Всеукраинском съезде Советов в Харькове.
В июле-сентябре 1920 года — член Галревкома Галицийской Социалистической Советской Республики, высшего органа республики. В ходе советско-польской войны 1919—1920 гг. занимал ответственную должность комиссара финансовых дел, позже управляющего отделом путей сообщения Галицийского ревкома.
В состав Галревкома, кроме Владимира Затонского (председателя), входили Михаил Баран (заместитель председателя), И. Немоловский, Ф. Конар (Палащук), Михаил Левицкий, Казимир Литвинович и др.
После Гражданской войны работал в Народном комиссариате просвещения Украинской ССР.
В конце 20-х был арестован ОГПУ, обвинён в «буржуазном национализме» и осуждён.
Тюремный срок отбывал в Карлаге. В исправительно-трудовом лагере обострился туберкулёз, которым Немоловский болел еще до войны. На фоне общего ослабления организма и тяжёлых условий жизни, заболел дизентерией и умер в местах заключения в начале 30-х годов.